# Aénos
L'Aénos  ou Ainos (grec moderne : Kefalonia Ainos) est une race de poney sauvage originaire de Grèce. Il est localement nommé « Ainos de Céphalonie » en raison de son habitat, le Mont Ainos, sur l'île de Céphalonie. Il est gravement menacé d'extinction, seule une vingtaine d'individus perdurant dans leur milieu naturel. 

## Histoire

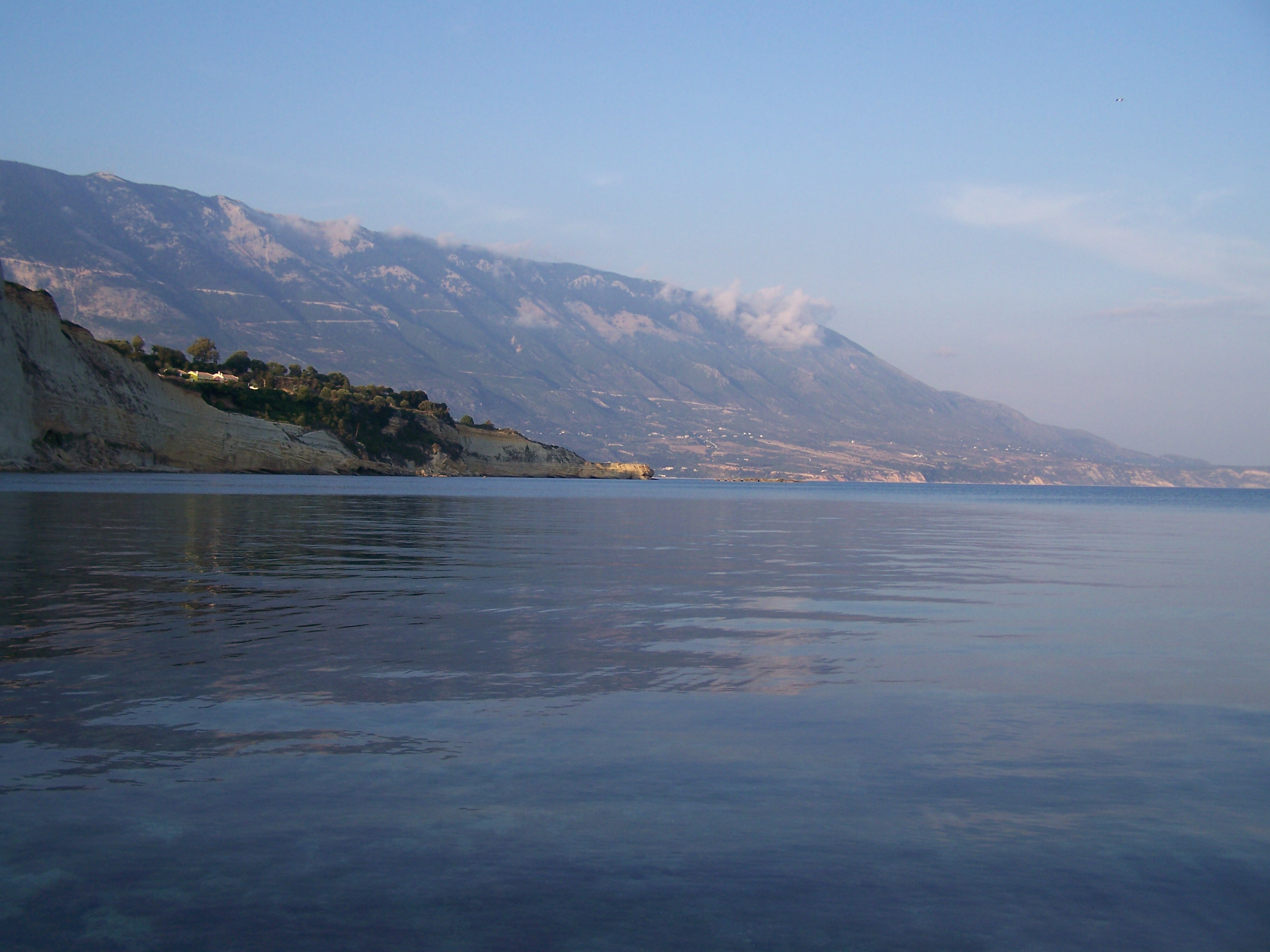
Le mont Ainos.

L'Aénos est un descendant ré-ensauvagé du Pindos, qui s'est adapté au biotope forestier des montagnes d'Ainos, sur l’île de Céphalonie. Les particularités du biotope ont entraîné une sélection naturelle favorisant les individus adaptés à la vie en montagne. Les populations locales emploient ces poneys pour les travaux agricoles. En 2001, un été particulièrement sec provoque la mort d'une grande partie du cheptel. Les associations de conservation de la faune sur les îles ioniennes prennent alors conscience du risque d'extinction pesant sur cette race. Les éleveurs locaux considèrent ces poneys comme une nuisance pour l'élevage des chèvres, qui ont besoin des pâturages où ils paissent.
En 2019, des chevaux descendent du mont Ainos dans la région d’Eliou-Pronon. Au cours des années, ils élisent domicile dans les villages de Mavrata, Thiramonas, Xionata et Valerianos. Leur population grandit, jusqu’à former plusieurs groupes distincts. La cohabitation avec les riverains ne se fait pas toujours simplement. Dans une interview vidéo des citoyens d’Eliou-Pronon au sujet des chevaux Ainos sur une chaîne nationale, des incidents impliquant les chevaux sont relatés. L’un des habitants fait notamment référence à la chute d’un cheval dans une piscine dans le village de Katelios.

## Description
Ce poney semi-sauvage toise de 1,15 m à 1,25 m, ce qui en fait un poney de petite taille. La tête est petite d'après le guide Delachaux, assez imposante, longue, forte et expressive selon d'autres sources. Il possède une encolure fine, un dos court et étroit, une croupe peu musclée et inclinée, des membres courts aux pieds petits, mais très durs. 
Sa robe est généralement baie, bai-brun, noire, alezane, grise, avec du pangaré ou du rouan. La robe porte souvent des marques primitives, comme une raie de mulet. 
Il est réputé craintif et difficile à approcher, mais se montre endurant et rustique. Les poneys Ainos doivent parfois être complémentés en nourriture l'hiver. Les allures sont rasantes, et les pieds très sûrs.
Une association locale se mobilise pour sa sauvegarde.

## Utilisations
Ces poneys peuvent être montés, bien qu'ils restent intrinsèquement sauvages.

## Diffusion
La race est propre aux montagnes d'Ainos, sur l'île de Céphalonie,. L'effectif est très réduit, et en danger critique d'extinction. Seuls 25 poneys survivants ont été comptabilisés en 2009, parmi lesquels 7 juments. En 2015, l'auteure du guide Delachaux estime que les individus survivants sont une quinzaine. Ces poneys sont bien connus par la population locale, en dépit de l'absence de reconnaissance nationale et internationale. 